# Frank Parker
Frank Andrew Parker (Milwaukee, 31 gennaio 1916 – San Diego, 24 luglio 1997) è stato un tennista statunitense che nel 1948 raggiunse la prima posizione mondiale.

## Carriera
Parker è uno dei pochi tennisti americani ad aver vinto sia gli Internazionali di Francia (1948 e 1949) che gli U.S. National Championships (1944 e 1945), gli altri tennisti ad esserci riusciti sono Don Budge (1937), Don McNeill (1939-'40), Tony Trabert (1953-'54) e Andre Agassi (1994, 1999).

Oltre alle due vittorie agli U.S. National Championships ha raggiunto altre due volte la finale perdendo una volta con Ted Schroeder e una volta contro Jack Kramer.

Al di fuori dei tornei dello slam ha vinto due volte la Rogers Cup ed è arrivato cinque volte in finale al Masters di Cincinnati vincendo però una sola finale contro Bill Talbert nel 1941.

Nel doppio ha vinto tre tornei dello slam, nel 1949 insieme a Pancho Gonzales ha vinto sia gli Internazionali di Francia che il Torneo di Wimbledon mentre nel 1943 ha vinto gli U.S. National Championships in coppia con Jack Kramer.

È stato inserito nella International Tennis Hall of Fame nel 1966.

## Finali del Grande Slam

### Vinte (4)
| Anno | Torneo             | Avversario in finale | Risultato          |
| 1944 | U.S. Championships | Bill Talbert         | 6-4, 3-6, 6-3, 6-3 |
| 1945 | U.S. Championships | Bill Talbert         | 14-12, 6-1, 6-2    |
| 1948 | Roland Garros      | Jaroslav Drobný      | 6-4, 7-5, 5-7, 8-6 |
| 1949 | Roland Garros      | Budge Patty          | 6-3, 1-6, 6-1, 6-4 |

### Perse (2)
| Anno | Torneo             | Avversario in finale | Risultato               |
| 1942 | U.S. Championships | Ted Schroeder        | 6-8, 5-7, 6-3, 6-4, 2-6 |
| 1947 | U.S. Championships | Jack Kramer          | 6-4, 6-2, 1-6, 0-6, 3-6 |